# Долочопи (базилика)
Базилика Долочопи (груз. დოლოჭოპის ბაზილიკა) — раннехристианская церковь, которая сейчас находится в руинированном состоянии, в восточной части грузинского края Кахетия, на территории исторического поселения Некреси. Это большая тройная базилика V века, построенная над ранее разрушенной церковью, которая датирована радиоуглеродным анализом 387 годом н. э., что делает её одним из самых ранних известных христианских мест в Грузии. Обнаружена в 2012 году. Включена в список недвижимых памятников культуры национального значения Грузии.

## Место нахождения
Базилика Долочопи, названная так в честь давно заброшенной деревни, находится в руинах на северо-западной окраине города Кварели, на правом берегу реки Дуруджи. Примерно в 3,5 км к западу находится Некресский монастырь, а ещё в 1 км к западу — археологические раскопки Чабукаури, в которых сохранились руины большой раннехристианской базилики, которая во многом похожа на Долочопи.
Руины в Долочопи были обнаружены в ходе археологической разведки в 2010 году и раскопаны экспедицией Грузинского национального музея под руководством Нодара Бахтадзе в период между 2012 и 2015 годами. Это оказалась солидная церковь, которая располагалась в центре некогда процветающего поселения поздней античности. Поселение, неизвестное из письменных источников, неуклонно уменьшалось после серии землетрясений и иностранных вторжений, попав в забвение и освоенное природой к позднему средневековью. Из-за густой листвы размер этого поселения неизвестен.

## Описание

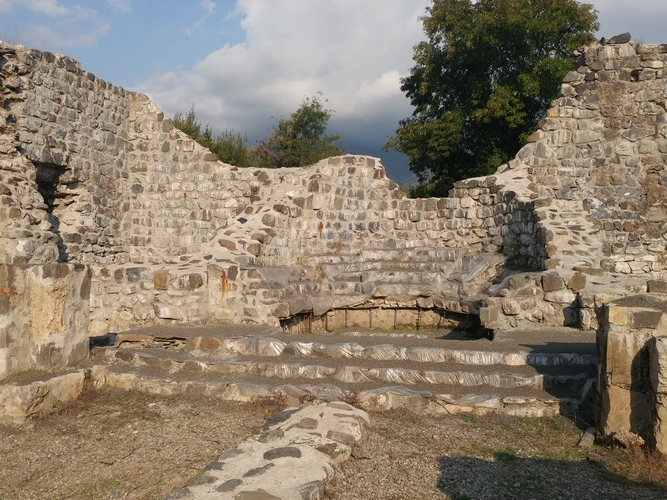
Базилика Долочопи. Апсида и синтрон

Церковь была построена из щебня и гравия. Это была большая тройная базилика размером 36×18,5 м в центральной трёхнефной секции, но к северу и югу были добавлены дополнительные проходы, в результате чего здание достигло 44 х 27 метров. Это сделало Долочопи самой большой базиликой, известной в Грузии, и одной из крупнейших на Кавказе и в соседних регионах восточно-христианского мира. Разделение наоса на три нефа осуществлялось пятью парами крестообразных колонн. Центральный неф завершался подковообразной апсидой святыни на востоке. Апсида была снабжена четырёхступенчатым синтроном — скамейкой, предназначенной для духовенства, не встречавшейся нигде в Грузии, кроме Чабукаури. Под ним, в центре апсиды, находилось большое отделение для гробниц. Перед алтарём находилась просторная вима с солеей. Самая восточная часть галереи была занята баптистерием. Церковь была покрыта деревянной крышей с терракотовой черепицей, удерживаемой железными гвоздями и антефиксами.
Базилика датируется, по архитектурным и археологическим особенностям, серединой V века. Она построена над более ранней церковью, длиной 25 метров и шириной около 15 метров. Образец, полученный из этого самого раннего слоя, датирован радиоуглеродным анализом 387 г. до н. э.. Вероятно, он был разрушен в результате землетрясения в то же время, что и церковь в Чабукаури. Наложенная базилика V века была также повреждена в результате более позднего землетрясения. Неф и непосредственные помещения церкви продолжали использоваться в качестве могильника. Северо-восточный угол церкви был приспособлен в VIII или IX веке под погребальную часовню, которая оставалась действующей, по крайней мере, до XII—XIII века.
Открытия в Чабукаури и Долочопи поставили под сомнение прежнее предположение, что первые церкви в восточной Грузии были типично небольшими узкими строениями, построенными для размещения ограниченного числа людей. С позиции архитектуры церковь Долочопи была местным предшественником тройной базилики, характерной для Грузии. Аспекты общей архитектуры церкви и кровли, а также осветительных приборов, обнаруженных на месте, обладают типичными восточно-римскими чертами, в то время как некоторые детали расположения апсиды и нумизматические находки на месте указывают на сасанидское влияние.